# Баркань
Баркань, Баркані (рум. Barcani) — село у повіті Ковасна в Румунії. Адміністративний центр комуни Баркань.
Село розташоване на відстані 139 км на північ від Бухареста, 30 км на південний схід від Сфинту-Георге, 37 км на схід від Брашова.

## Населення
За даними перепису населення 2002 року у селі проживали 2439 осіб.
Національний склад населення села:
| Національність | Кількість осіб | Відсоток |
| -------------- | -------------- | -------- |
| румуни         | 2427           | 99,5%    |
| угорці         | 12             | 0,5%     |

Рідною мовою назвали:
| Мова      | Кількість осіб | Відсоток |
| --------- | -------------- | -------- |
| румунська | 2432           | 99,7%    |
| угорська  | 7              | 0,3%     |